# Okrouhlice (nádraží)
Okrouhlice je železniční stanice v centrální části obce Okrouhlice v Kraji Vysočina v okrese Havlíčkův Brod, na řece Sázavě. Leží na trati Kolín – Havlíčkův Brod. Stanice je elektrizovaná (25 kV, 50 Hz AC).

## Historie
Stanice byla vybudována jakožto součást Rakouské severozápadní dráhy (ÖNWB) spojující Vídeň a Berlín, autorem univerzalizované podoby stanic pro celou dráhu byl architekt Carl Schlimp. 21. prosince 1870 byl s místním nádražím uveden do provozu celý nový úsek trasy z Havlíčkova Brodu do Golčova Jeníkova, odkud mohly vlaky po již dokončené trati pokračovat do Kolína.
Roku 1909 byl zdvoukolejněn úsek Čáslav-Velký Osek, kompletní druhá kolej byla pak mezi Kolínem a Děčínem dokončena během první světové války, zejména s pracovním nasazením ruských válečných zajatců. Po zestátnění ÖNWB v roce 1908 pak obsluhovala stanici jedna společnost, Císařsko-královské státní dráhy (kkStB), po roce 1918 pak správu přebraly Československé státní dráhy. Druhá kolej v brněnském směru byla v plném rozsahu dokončena roku 1953. Elektrická trakční soustava sem byla dovedena roku 1965.

## Popis
Nacházejí se zde tři jednostranná vnitřní nekrytá nástupiště, k příchodu na nástupiště slouží přechody přes kolejiště.